# トヨタ・Nプラットフォーム
トヨタ・Nプラットフォームとは、レクサスブランドを含むトヨタ自動車のDセグメントおよびEセグメントFR車用のプラットフォームの名称である。

## 搭載車種

### Nプラットフォーム
- クラウン S180・200型・210型
- クラウンマジェスタ S180・200型
- センチュリー UWG60型（3代目）[1]
- マークX X120・130型
- レクサス・GS（3代目）
- レクサス・IS（2代目）
- レクサス・IS F
- レクサス・LS XF40型（4代目）[1]

### ニューNプラットフォーム
Nプラットフォームをベースに、剛性の向上やサスペンションレイアウト等の見直しを図った改良型。現時点ではレクサス各車専用と位置付けられている。
- レクサス・GS（4代目）
- レクサス・IS（3代目）
- レクサス・RC（初代）

(五十音順)